# Chamicola nagasawai
Chamicola nagasawai is een eenoogkreeftjessoort uit de familie van de Mantridae. De wetenschappelijke naam van de soort is voor het eerst geldig gepubliceerd in 2000 door Ohtsuka, Boxshall & Torigoe.